# Christchurch
För andra betydelser, se Christchurch (olika betydelser).
Christchurch (maori Ōtautahi) är en stad i regionen Canterbury i Nya Zeeland. Den ligger i mellersta delen av Sydöns östkust. Christchurch är med omkring 360 000 invånare Sydöns största och landets näst största stad, efter Auckland.

## Historia

### Tidig historia
Maoribefolkningen tros ha ankommit till platsen omkring år 1000, och så sent som 1850 kom de första européerna till platsen. De 792 båtpassagerarna landsteg från sina fyra skepp Charlotte Jane, Randolph, Sir George Seymour och Cressy vid en plats i närheten av den nuvarande stadens läge. Redan före resan till Nya Zeeland hade staden fått sitt namn, Christ Church, senare ändrat till Christchurch. Orten fick stadsprivilegium 1856 och blev därmed Nya Zeelands första stad.

### 1900-talet
År 1947 härjades de centrala delarna av staden av en svår brand, i vilken 41 personer omkom. År 1974 var Christchurch platsen för de brittiska samväldesspelen.

### Jordbävningar
Mellan den 4 september 2010 och 4 september 2015 har Christchurch med omnejd drabbats av 4 321 jordbävningar som varit starkare än magnituden 3,0. Tre stycken har haft magnituden 6,0 eller starkare. De jordbävningarna inträffade i september 2010, februari 2011 och juni 2011. Fram till februari 2015 hade 1 240 byggnader i centrala staden rivits till följderna av detta.

#### September 2010
Lördagen den 4 september 2010 inträffade en mycket kraftig jordbävning med magnituden 7,1, som orsakade betydande skador på många byggnader, men inga personer omkom. Det kom ett ovanligt starkt efterskalv den 8 september med magnituden 5,1. Även den 18 oktober kom ett efterskalv, detta med en magnitud av 5,0.

#### Februari 2011
Den 21 februari 2011 drabbades staden än en gång av en stor jordbävning. CTV Building där bland annat Canterburys TV-kanal hade lokaler kollapsade helt. Huvuddelen av dödsoffren från jordbävningen befann sig i denna byggnad, 115 personer. 18 personer dog när byggnaden PGC House kollapsade, åtta personer som satt i en buss avled när murverk föll över fordonet, 28 personer dog på andra sätt i delar av centrala staden och 12 personer i förorterna omkom. Skadorna var värre än efter jordbävningen i september 2010, som hade högre magnitud. Då var epicentrum längre från staden och djupare ned i marken och inga människor omkom. Jordbävningen hade magnituden 6,3 med epicentrum 10 kilometer söder om centrum, totalt omkom 181 personer.
Christchurch skulle ha varit värd för sju matcher av världsmästerskapet i rugby 2011 men på grund av skador på rugby-arenan (AMI Stadium) fick matcherna flyttas.

#### Juni 2011
Den 13 juni 2011 inträffade en ny jordbävning som hade magnituden 6,3. En man vid ett äldreboende omkom under den kraftiga jordbävningen. Omkring 46 personer skadades och flertalet av de byggnader som tidigare blivit sargade i jordbävningen i februari samma år kollapsade.

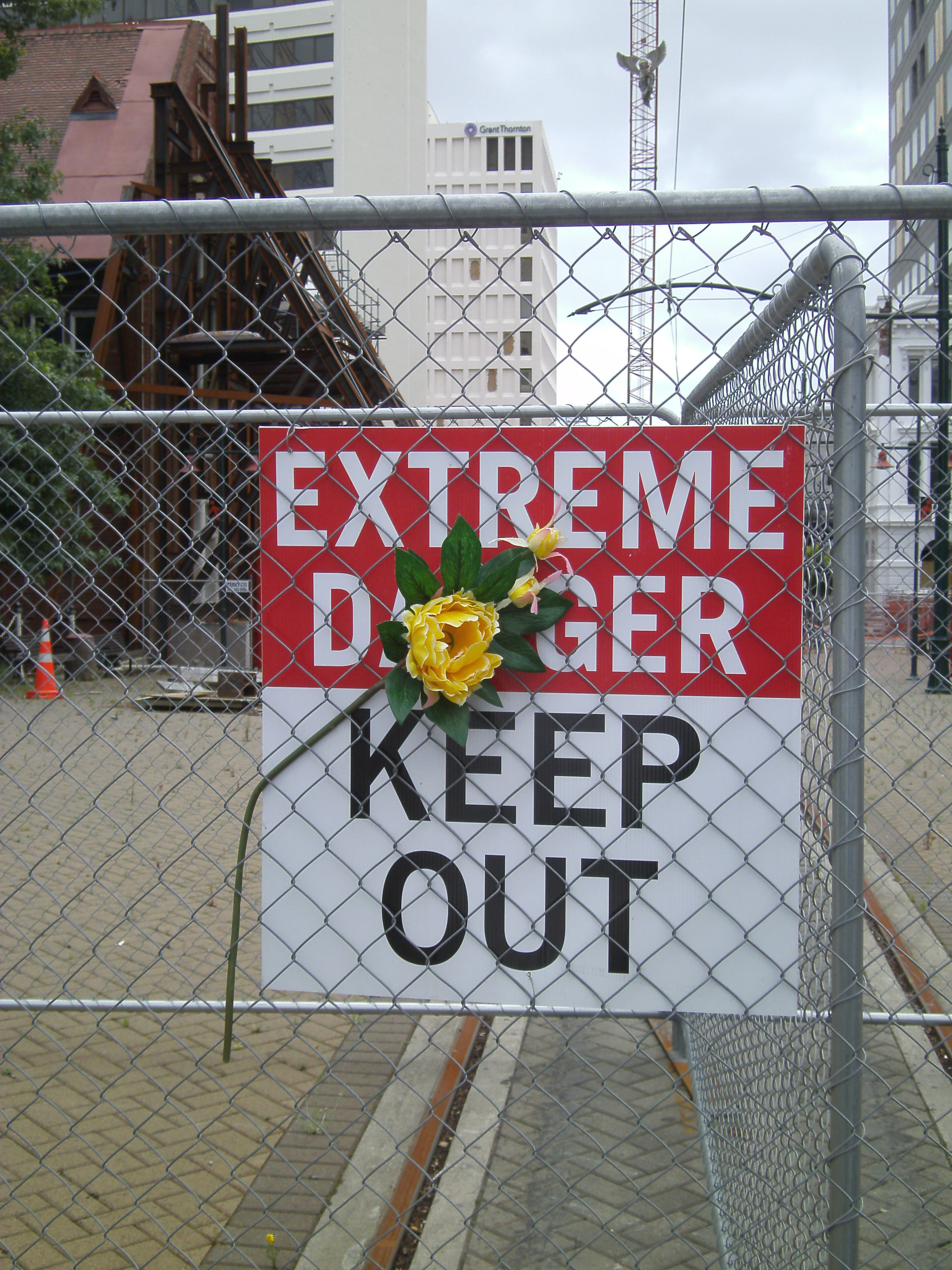
Ett skadat avspärrat centrum.
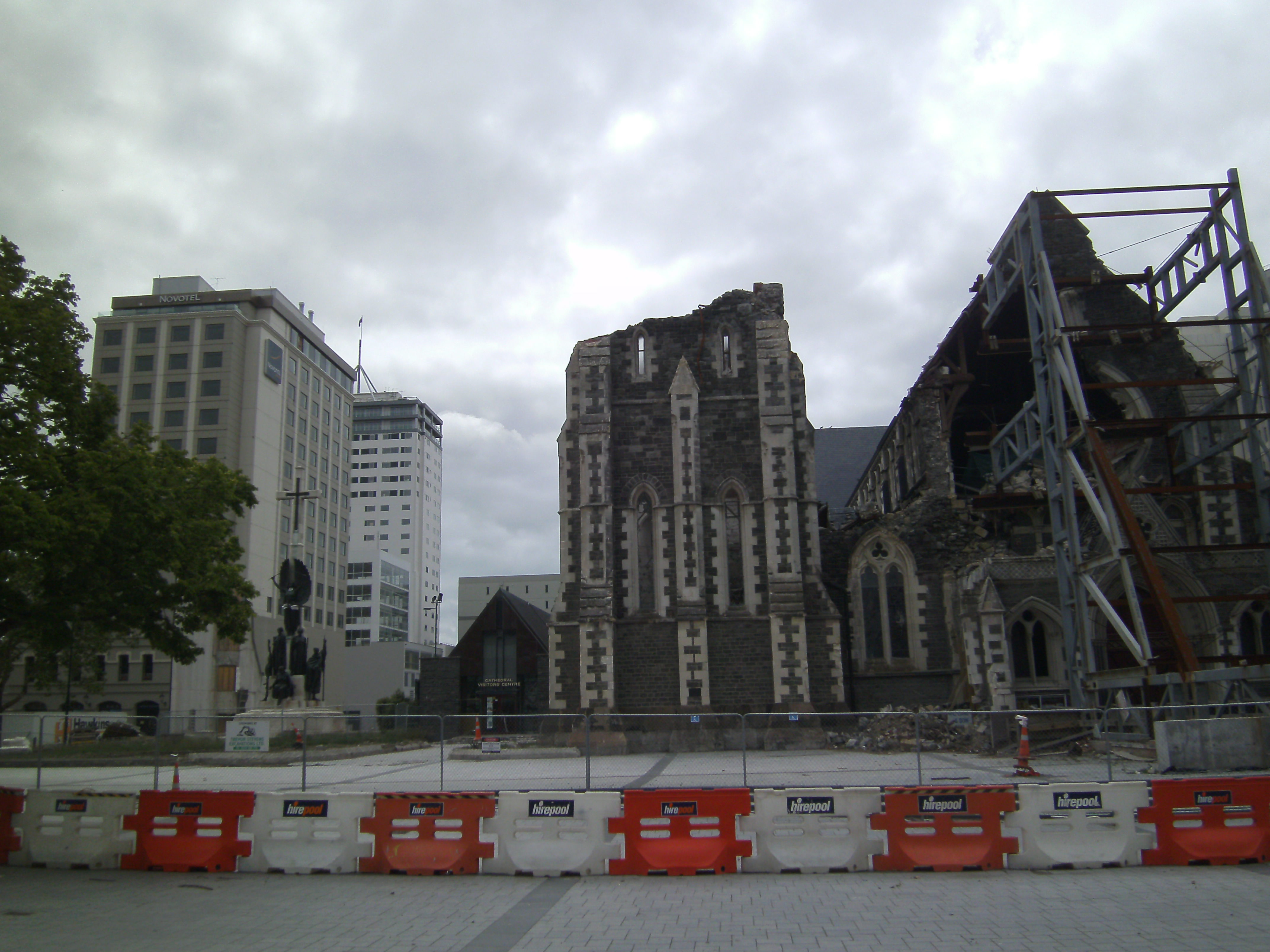
Katedralen i Christchurch blev svårt skadad.
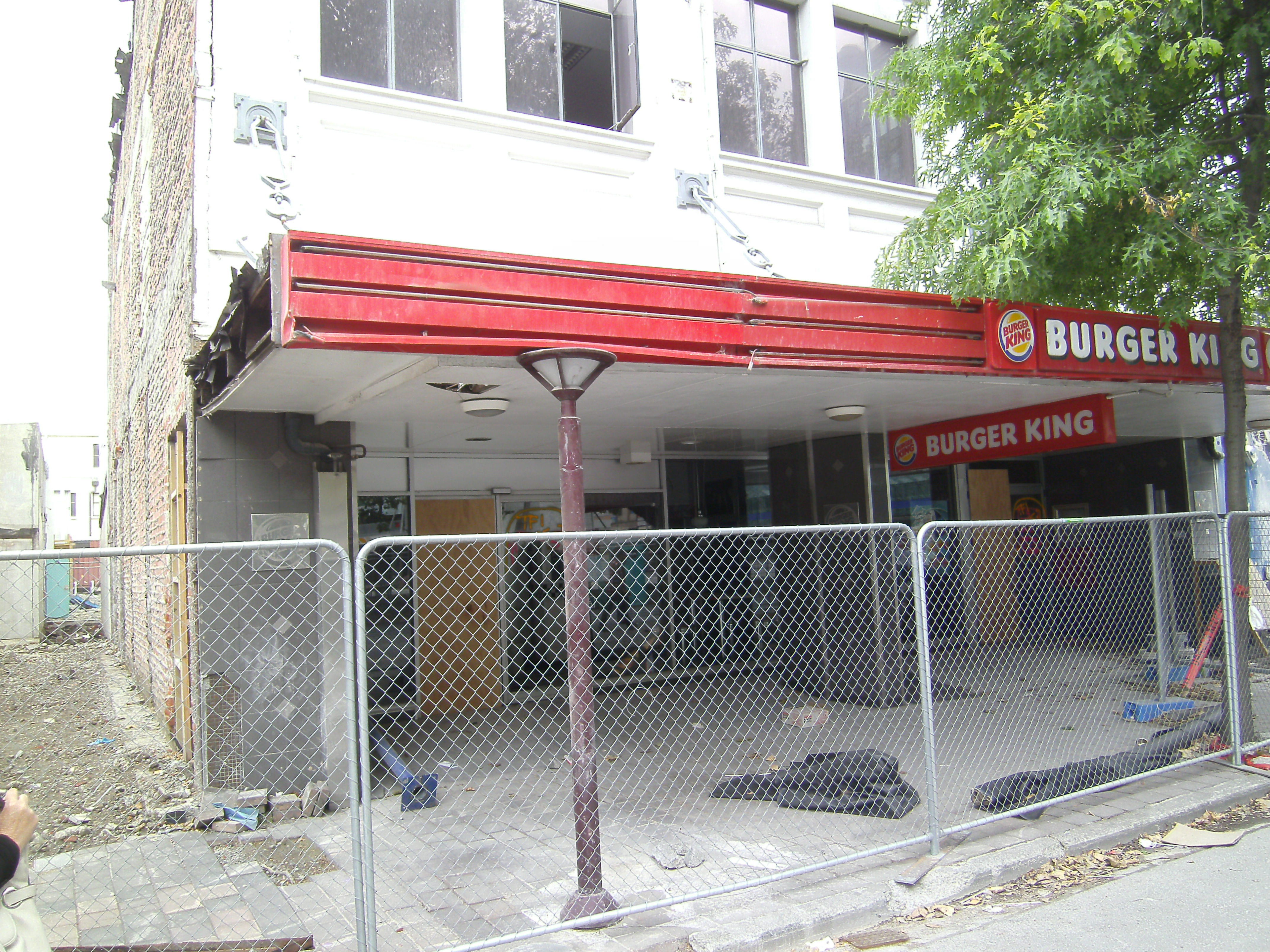
Innanför de avspärrade centrala delarna i december 2011.
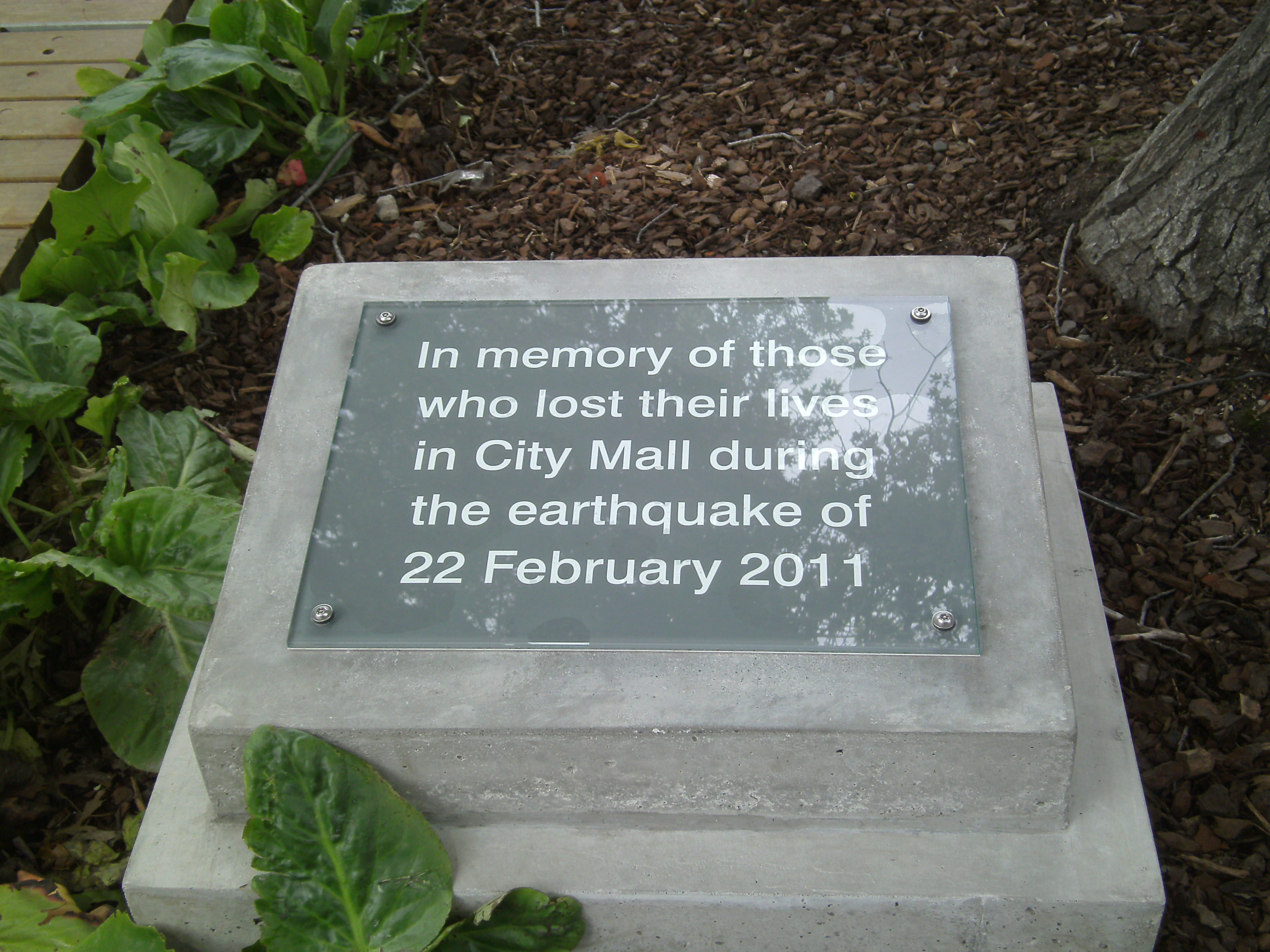
Minnessten för dem som omkom i februari 2011.

### Moskéattacken 2019

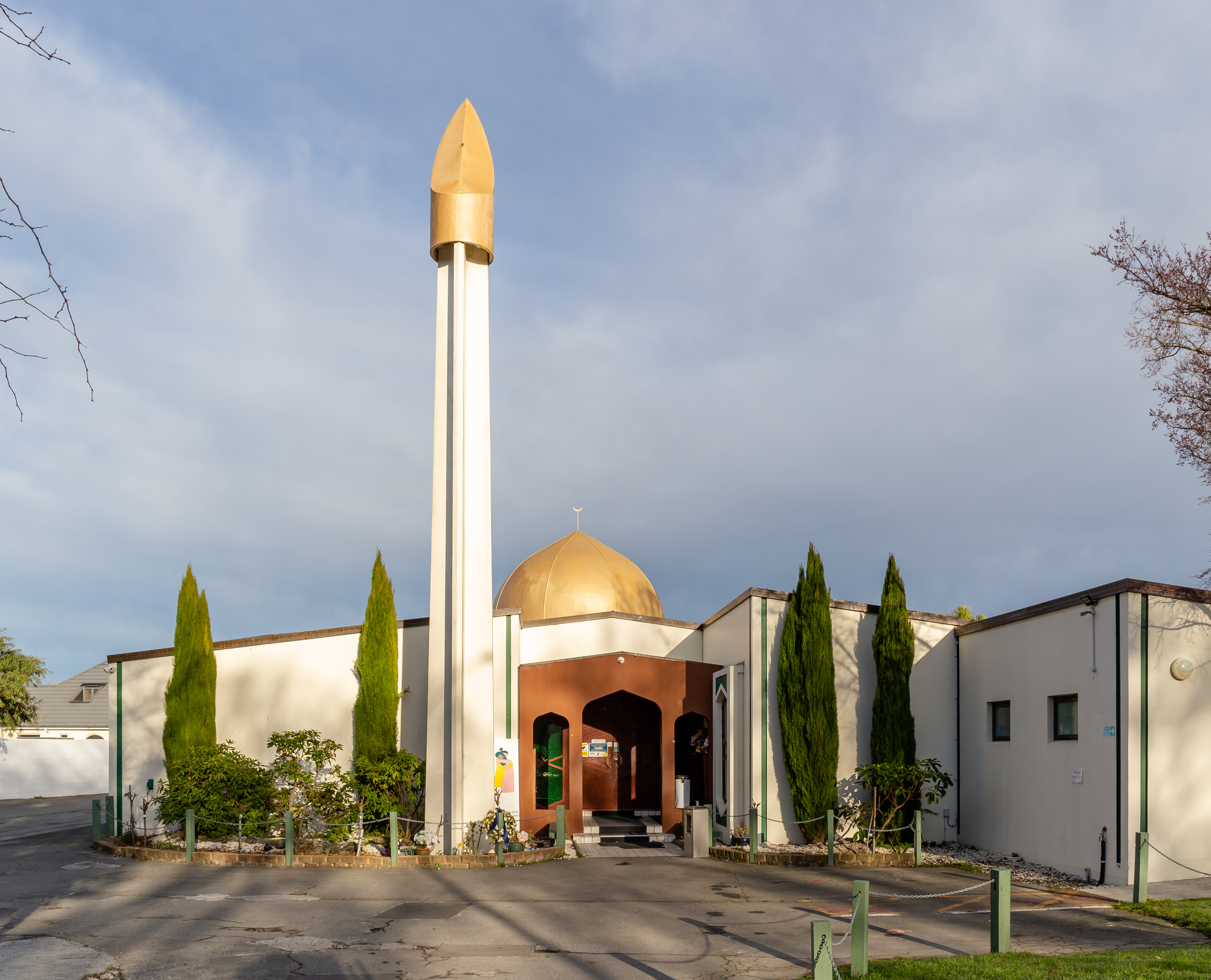
MAl Noor-moskén

51 personer dog under två terroristattacker som utfördes i följd vid Al Noor-moskén och Linwood Islamic Center den 15 mars 2019 .  Terrorattackerna har beskrivits av premiärminister Jacinda Ardern som "En av Nya Zeelands mörkaste dagar". Skytten var den australiske vit makt-anhängaren Brenton Tarran, 28 år, som dömdes till livstids fängelse.

## Geografi
Christchurch ligger på den östra sidan av Sydön, på den östra kanten av Canterburyslätten och nära Sydöns östkust. Förorten Lyttleton har hamn vid Stilla havet. Strax söder om Christchurch finns Bankshalvön, en bergig och starkt genomskuren halvö av vulkaniskt ursprung.

## Ekonomi
Christchurch ekonomi har sedan anläggandet varit centrerad kring livsmedelsindustrin. Den omgivande Canterburyslätten var del av 1800-talets marknadsföring för att locka invandrare till Nya Zeeland, och flera av landets största livsmedelsföretag är baserade på orten. Bland de olika näringarna finns mejerier, fårskötsel, liksom odling av vete och korn (bland annat till öltillverkning). På senare år har även vinodling etablerats i området.
Staden är det näst största centret för tillverkningsindustri i landet; endast den i Auckland är större. Här finns bland annat byggnadsindustri och väganläggningsverksamhet. Innan Nya Zeelands textilindustri utkonkurrerades av import från Asien var Christchurch landets centrum för tillverkning av kläder; här fanns tidigare även fem olika tillverkare av skor.
Stadens olika universitet har också fungerat som grogrund för större och mindre verksamhet inom den teknologiska sektorn; Christchurch är landets tredje största centrum för företagande inom IT-sektorn.
2011 års jordbävning påverkade den lokala ekonomin starkt, men därefter har bland annat byggsektorn fått mycket att göra. Staden har också på senare år sett en ökad roll som turistdestination.

## Demografi
Området som administreras av staden Christchurch (Christchurch City Council) hade 2013, enligt folkräkningen, drygt 341 000 invånare. Detta gjorde den till den näst största staden/kommunen i Nya Zeeland och till den största på Sydön.
Tätorten Christchurch är dock den tredje största i landet, efter Auckland och Wellington. Tätorten täcker både Kaiapoi i Waimakairi-distriktet och Prebbleton i Selwyn-distriktet, medan den exkluderar det mesta av den glesare befolkade Bankshalvön.
| Befolkningsutveckling i Christchurch City | Befolkningsutveckling i Christchurch City | Befolkningsutveckling i Christchurch City |
| Folkräkning                               | Inv.antal                                 | ±%                                        |
| ----------------------------------------- | ----------------------------------------- | ----------------------------------------- |
| 1981                                      | 281 721                                   | –                                         |
| 1986                                      | 288 948                                   | 2,6%▲                                     |
| 1991                                      | 296 061                                   | 2,5%▲                                     |
| 1996                                      | 316 611                                   | 6,9%▲                                     |
| 2001                                      | 323 956                                   | 2,3%▲                                     |
| 2006                                      | 348 435                                   | 7,6%▲                                     |
| 2013                                      | 341 469                                   | -2,0%▼                                    |

I Christchurch finns flera universitet, vilket gör staden till Nya Zeelands mest utpräglade studentstad. De högre utbildningarna bär numera namnen:
- University of Canterbury – grundad 1873 som Canterbury College.
  - Lincoln University – grundad 1878 som del av Canterbury College; självständig sedan 1990.
- Ara Institute of Canterbury – bildad 2016 efter sammanslagning av Christchurch Polytechnic Institute of Technology och Aoraki Polytechnic; med rötter till 1906.

Dessutom finns i Christchurch ett av flera campus till University of Otago (med huvudsäte i Dunedin).

## Kultur och samhälle
ChristChurch Cathedral (uppförd 1864–1904) är en numera avsakraliserad anglikansk katedral.
Christchurch har flera gånger varit skådeplats för filminspelningar. 1993 spelades Svarta änglar in i och runt staden. Den biografiska filmen kretsade kring Pauline Parker och Juliet Hulme (vars far Henry Rainsford Hulme 1948–1954 var rektor på dåvarande University of Canterbury College).